# Cohicaleyrodes
Cohicaleyrodes is een geslacht van halfvleugeligen (Hemiptera) uit de familie witte vliegen (Aleyrodidae), onderfamilie Aleyrodinae.
De wetenschappelijke naam van dit geslacht is voor het eerst geldig gepubliceerd door Bink-Moenen in 1983. De typesoort is Cohicaleyrodes crossopterygis.

## Soorten
Cohicaleyrodes omvat de volgende soorten:
- Cohicaleyrodes alternans (Cohic, 1966)
- Cohicaleyrodes blanzyi (Cohic, 1968)
- Cohicaleyrodes crossopterygis Bink-Moenen, 1983
- Cohicaleyrodes descarpentriesi (Cohic, 1968)
- Cohicaleyrodes elongatus (Meganathan & David, 1994)
- Cohicaleyrodes indicus (David & Selvakumaran, 1987)
- Cohicaleyrodes jesudasani David, 2005
- Cohicaleyrodes mappiae Selvakumaran & David, 1996
- Cohicaleyrodes obscura Bink-Moenen, 1983
- Cohicaleyrodes padminiae Phillips & Jesudasan in David, Jesudasan & Phillips, 2006
- Cohicaleyrodes pauliani (Cohic, 1968)
- Cohicaleyrodes platysepali (Cohic, 1966)
- Cohicaleyrodes quadrilongispinae Bink-Moenen, 1983
- Cohicaleyrodes recurvispinus (Cohic, 1966)
- Cohicaleyrodes saklespurensis (Regu & David, 1992)
- Cohicaleyrodes uvariae (Cohic, 1968)